# NGC 7607
NGC 7607 est une paire d'étoiles située dans la constellation de Pégase,. L'astronome allemand Wilhelm Tempel a enregistré la position de cette paire le 5 aout 1880.